# Laois GAA
Il Laois County Board, più conosciuto come Laois GAA, è uno dei 32 county board irlandesi responsabile della promozione degli sport gaelici nella Contea di Laois e dell'organizzazione dei match della propria rappresentativa (Laois GAA è usato anche per indicare le franchigie degli sport gaelici della contea) con altre contee.

## Storia
Laois è una Dual County, vale a dire una contea dove Calcio gaelico ed Hurling godono della medesima popolarità. È una delle poche contee ad avere preso parte alle All-Ireland Finals in entrambi gli sport e sono stati 6 volte Leinster Senior Football Champions e 3 volte Leinster Senior Hurling Champions. In tempi recenti la franchigia del gaelic football ha vinto molto più di quella dell'hurling raggiundo tre volte consecutive, tra 2003 e 2005, la finale del Leinster, ma vincendola solo una volta, nel 2003.

## Calcio gaelico
Laois partecipò alla seconda finale dell'All-Ireland Senior Football Championship perdendola senza segnare (cosa mai accaduta in seguito). Dovette passare quasi un secolo perché la squadra ritornasse a quei livelli: Nel 1986 sconfisse di un punto Monaghan, assicurandosi la National Football League. Nel nuovo millennio la squadra vinse il titolo provinciale nel 2003 e si aggiudicò moltissimi titoli a livello giovanile, tra cui alcuni in ambito nazionale.

### Titoli vinti
- All-Ireland Senior Football Championship Finalisti: 2
  - 1889, 1936
- All-Ireland Minor Football Championship: 3
  - 1996, 1997, 2003
- All-Ireland Junior Football Championship: 1
  - 1973
- All-Ireland ‘B': 1
  - 1993
- National Football League: 2
  - 1926, 1986
  - Finalisti: 2003
  - Semifinalisti: 1952, 1978, 1994, 1995, 1997
- Leinster Senior Football Championship: 6
  - 1889, 1936, 1937, 1938, 1946, 2003
- Leinster U21 Football Championship: 8
  - 1964, 1969, 1982, 1987, 1994, 1998, 2006, 2007
- Leinster Minor Football Championships 9
  - 1932, 1966, 1967, 1996, 1997, 1998, 2004, 2005, 2007
- Leinster Junior Football Championship: 5
  - 1907, 1941, 1968, 1973, 1993
- O'Byrne Cup: 5
  - 1978, 1987, 1991, 1994 e 2005

## Hurling
Laois vinse il suo primo e ultimo All-Ireland Senior Hurling Championship nel 1915 in un giorno tanto piovoso che le squadre giocarono coi propri impermeabili. La franchigia raggiunse le semifinali della National Hurling League nel 1981, 1983 e 1996. Il miglior risultato recente è stata la finale del Leinster Senior Hurling Championship del 1985, persa contro Offaly.

### Titoli vinti
- All-Ireland Senior Hurling Championship: 1
  - 1915
- National Hurling League: 0
  - semifinalisti 1981, 1983, 1996.
- All-Ireland Senior B Hurling Championships:  3
  - 1977, 1979, 2002
- All Ireland U21 B:
  - 2004
- Leinster Senior Hurling Championships: 3
  - 1914, 1915, 1949
- Leinster Under-21 Hurling Championships: 1
  - 1983
- Leinster Minor Hurling Championships: 4
  - 1934, 1940, 1941, 1964
- Leinster Junior Hurling Championships: 3
  - 1910, 1914, 1933
- Walsh Cup: 2
  - 1980, 1991
- Walsh Shield: 1
  - 2008, 2010
- Kehoe Cup: 1
  - 1982